# Памятник Махтумкули (Киев)
Па́мятник Махтумкули Фраги (укр. Пам'ятник Махтумкулі) — памятник туркменскому поэту, мыслителю, философу, классику туркменской литературы Махтумкули в городе Киеве. расположен в сквере на пересечении улиц Прорезной и Пушкинской, неподалёку от Посольства Туркменистана на Украине.
Памятник установлен при содействии Посольства Туркменистана на Украине. Авторы — скульптор С. Артыкмамедов, архитектор В. Скульский. Изготовлен туркменскими мастерами. Открытие состоялось 14 мая 2001 года, в торжественной церемонии принимали участие президент Туркменистана Сапармурат Ниязов и президент Украины Леонид Кучма.

## Описание
Памятник расположен в центре сквера на специально оборудованной площадке. Представляет собой бронзовый бюст поэта, который установлено на сером гранитном постаменте. Высота скульптуры составляет 1,14 м, высота постамента — 1,97 м. В скульптуре воспроизведены черты внешности Махтумкули в зрелом возрасте, на голове — чалма, на плечи накинут плащ. Правой рукой поэт держит длинные перо, левой — прижимает к груди книгу. Постамент в фасадной части имеет форму полукруглой колонны, с тыльной стороны — грубо обработанного камня. На лицевой стороне постамента высечено имя и даты жизни писателя на украинском и туркменском языках. Внизу на плите надпись на двух языках:
Тут братство є звичай і дружба — закон для славних родів і могутніх племен